# Maan (rodzina)
Maanowie – dynastia druzyjskich emirów Libanu. Około 1120 roku emir Maan ibn Rabeaah wspierany przez swojego teścia, Tanukhina, osiedlił się wraz ze swoim plemieniem w libańskim Baklin. Potęga rodu zaczęła rosnąć za Fachr ad-Dina I, którego tureckie władze uczyniły gubernatorem Libanu, zaś swój szczyt Emirat Al-Maani ze stolicą w Dajr al-Kamar osiągnął za panowania Fachr ad-Dina II, zw. Wielkim Emirem (1572-1635). Po upadku Fachr ad-Dina II, zmierzającego do pełnej niezależności od Turcji, Maanowie utracili dominującą pozycję w Libanie. Ostatni z rodziny Maanów, emir Ahmed, zmarł w 1697 roku. Władzę w emiracie przejął ród Szihabów, którzy byli spowinowaceni z Maanami.

## Przedstawiciele
- Maan ibn Rabeaah al-Ajjubi (ok. 1080- ok. 1149)
- Junes al-Maani (ok. 1129- ok. 1169 )
- Jusuf al-Maani (ok. 1149- ok. 1200)
- Saif ad-Din al-Maani (ok. 1180- ok. 1250)
- Abdullah al-Maani (ok. 1210– ok. 1280)
- Ali al-Maani (ok. 1235- ok. 1290)
- Baszir al-Maani (ok. 1260– ok. 1330)
- Mohammed al-Maani (ok. 1300- ok. 1370)
- Saad ad-Din al-Maani (ok. 1330– ok. 1400)
- Osman al-Maani (1360– ok. 1430)
- Ahmed al-Maani (ok. 1390– ok. 1460)
- Mulhem al-Maani (ok. 1420-1470)
- Jusuf al-Maani (ok. 1450– ok. 1500)
- Fachr ad-Din I al-Maani (1480-1544)
- Korkmaz al Maani (ok. 1520-1585)
- Fachr ad-Din II al-Maani (1572-1635)
- Junes Maan al-Maani (ok. 1575– ok. 1640)
- Ali al-Maani (ok. 1595-1633)
- Hussein al-Maani (ok. 1600– ok. 1650)
- Melhem al-Maani (ok. 1600-1661)
- Korkmaz al-Maani (ok. 1650-1665)
- Ahmed al-Maani (1649-1697)
- Melhem al-Maani (1669-1681)